# Mirlowe y Violeta
Mirlowe y Violeta es una serie de historietas creada en 1986 por el autor español Raf para la revista "Guai!". Durante el periodo 1988-1989, el entintado y coloreado se atribuye también a otros autores englobados bajo la firma "Equipo de Raf" que se hallaba bajo cada historieta.

## Argumento y personajes
Al igual que su conocida Sir Tim O'Theo (1970), se trata de una parodia policíaca, pero orientada en este caso hacia el cine negro en lugar de Conan Doyle.
Su protagonista Mirlowe es un trasunto de Humphrey Bogart,  caracterizado por su baja estatura y su gabardina amarilla. 
Su ayudante Violeta es una oronda y simpática mujer, enamorada de su jefe. 
En cada historieta resuelven un caso detectivesco enigmático. 

## Trayectoria editorial
Tras el cierre de la editorial Bruguera, Raf hubo de crear nuevos personajes, pues no retenía los derechos de sus anteriores creaciones. Mirlowe y Violeta se publicó por primera vez en 1986 con el lanzamiento de "Guai!", siendo objeto luego de algunas recopilaciones en forma de álbumes monográficos como parte de la colección "Tope Guai!".
Durante el cambio de editorial de la revista, en 1987, se publica (sin finalizar) una de las historias, en la revista "Yo y Yo". Terminada de dibujar en 1989, algunas historietas inéditas continuarían publicándose  en la revista "Super Zipi y Zape" de Ediciones B en 1991.
| Número | Año  | Título                            | Publicación original                          | Recopilación  |
| ------ | ---- | --------------------------------- | --------------------------------------------- | ------------- |
| 1      | 1986 | Los crímenes de Jack el Estibador | Guai! 1 al 8                                  | Tope Guai! 2  |
| 2      | 1986 | Vampiros 86                       | Guai! 9 al 16                                 | Tope Guai! 6  |
| 3      | 1986 | Enanos malévolos                  | Guai! 17 al 24                                |               |
| 4      | 1986 | La Semana Monster                 | Guai! 25 al 32                                |               |
| 5      | 1987 | Vacaciones en el Mar Salado       | Guai! 33 al 40                                | Tope Guai! 14 |
| 6      | 1987 | ¡Vendetta tremebunda!             | Guai! 41 al 49                                |               |
| 7      | 1987 | Los herederos                     | Guai! 50 al 57                                |               |
| 8      | 1987 | Bichos insólitos                  | Guai! 74 al 81                                |               |
| 9      | 1987 | Crímenes bajo cero                | Guai! 82 al 84 y 87 al 91                     |               |
| 10     | 1987 | Los soplagaitas                   | Yo y Yo 01 al 06 (parte)                      |               |
| 11     | 1988 | Viviendas modernas                | Guai! 92 al 99                                |               |
| 12     | 1988 | Haberlas haylas                   | Guai! 100 al 103, 105 al 108 y 110 al 113     |               |
| 13     | 1988 | La mosca psé-psé                  | Guai! 114 al 123                              |               |
| 14     | 1988 | El descendiente de Perro Caliente | Guai! 124 al 134                              |               |
| 15     | 1989 | Magia negruzca                    | Guai! 135 al 145                              |               |
| 16     | 1989 | Al que Dios no le da hijos...     | Guai! 146 al 150 y 152 al 157                 |               |
| 17     | 1989 | El fantasma de Lord Pipe          | Guai! 158 al 168                              |               |
| 18     | 1989 | Historias variopintas             | Guai! 169 al 175 y Super Zipi y Zape 85 al 87 |               |
| 19     | 1989 | Más Historias variopintas         | Super Zipi y Zape 81 al 84                    |               |